# Julius Bitok
Julius Bitok (4 luglio 1976) è un ex maratoneta keniota.

## Campionati nazionali
1994
- 6º ai campionati kenioti, 10000 m piani - 29'00"0

1996
- 5º ai campionati kenioti di corsa campestre - 36'17"

1997
- 14º ai campionati kenioti di corsa campestre - 36'07"

## Altre competizioni internazionali
1995
- 6º alla KRUF Cardiff ( Cardiff) - 29'32"

1996
- 10º al Jogging des Notaires ( Parigi) - 29'42"
- 4º al Nairobi International Crosscountry ( Nairobi) - 36'41"

1997
- Oro alla Mezza maratona del Garda ( Gargnano) - 1h01'02"
- Argento al KAAA Crosscountry ( Kakamega) - 33'31"
- Oro alla Alpicella-Monte Beigua ( Monte Beigua), 10,6 km - 41'23"

1998
- 23º alla Maratona di New York ( New York) - 2h19'22"
- Oro alla Mezza maratona di Prato ( Prato) - 1h01'47"
- 22º alla City-Pier-City Loop ( L'Aia) - 1h04'35"

1999
- Oro alla Maratona di Venezia ( Venezia) - 2h10'34"
- 5º alla Maratona di Praga ( Praga) - 2h13'03"
- 5º alla Mezza maratona di Trieste ( Trieste) - 1h01'42"
- 8º alla Mezza maratona di Parigi ( Parigi) - 1h01'58"
- Argento alla 10 km di Bondo ( Bondo) - 28'59"

2000
- 8º alla Maratona di Torino ( Torino) - 2h11'39"
- 8º alla Maratona di Venezia ( Venezia) - 2h12'41"

2001
- Oro alla Maratona di Palermo ( Palermo) - 2h16'34"

2002
- Argento alla Maratona di Cracovia ( Cracovia) - 2h19'46"